# Транссахарський газопровід
Транссаха́рський газопро́від — потенційна система доставки газу з родовищ Нігерії до Європи через Нігер та Алжир.
Нігерія окрім великих запасів нафти володіє також значними ресурсами природного газу, входячи за цим показником у першу десятку країн світу (станом на 2016 рік). Одним зі шляхів їх доставки до споживачів вбачається створення трубопровідної системи, яка б перетнула пустелю Сахара у напрямку платоспроможних покупців із Європи.
Пропонується система загальною протяжністю близько 4400 км, з них 1037 км по території Нігерії, 853 км через Нігер, 2310 км в Алжирі та 220 км офшорної ділянки до Іспанії. В Алжирі планується проходження через район газового хабу, створеного на родовищі Хассі-Р'мель. Звідси зокрема беруть початок три вже існуючі маршрути газопроводів до Європи — Транс-Середземноморський, Магриб — Європа та MEDGAZ. Їх загальна потужність понад 55 млрд м3, що зокрема вдвічі перевищує поставки 2014 року з Алжиру трубопровідним шляхом. Таким чином, існує можливість використання існуючої інфраструктури на другому етапі маршруту.
Оскільки мова йде лише про проєкт, то розглядаються два варіанти діаметра труб — 1200 та 1400 мм. Анонсується потужність до 30 млрд м3 на рік. Також, окрім забезпечення європейських споживачів, пропонується створення відгалужень до Буркіна-Фасо та Малі.
Проєкт існує з самого початку 21-го століття. У 2002 році підписано меморандум про взаєморозуміння з цього питання між Нігерією та Алжиром. У 2003-му уклали попередню угоду національні нафтогазові корпорації цих країн. Через три роки анонсовано завершення попередніх досліджень, ще через два оголошено про приєднання Нігеру до числа учасників. Нарешті, у 2009 році підписано багатосторонню міжурядову угоду з цього питання.
Проте ініціатори проєкту поки не змогли забезпечити належного кредитного фінансування проєкту, вартість якого перевищує 10 млрд доларів США. Враховуючи стрімкий розвиток індустрії ЗПГ, а також нестабільну військово-політичну ситуацію по маршруту пропонованого газопроводу, реалізація Транссахарського проєкту стикається з очевидними складнощами. Утім, керівництво Нігерії не полишає надій на його втілення в життя. Так, з акцентуванням на цьому уваги Нігерія в черговий раз виступила на саміті країн Африки у 2016 році.